# 佐々木敏 (官僚)
佐々木 敏（ささき さとし、1921年1月26日 - 2003年3月9日）は、日本の官僚、経営者。商工組合中央金庫理事長を務めた。愛知県出身。

## 経歴
1944年に東京帝国大学経済学部商業学科を卒業し、高文行政科にも合格し、同年9月に軍需省に入省。1971年8月に通商産業省繊維雑貨局長に就任し、1972年6月を以って、退官。1978年7月に日本商工会議所、東京商工会議所各専務理事を経て、1983年11月から1987年11月までに商工組合中央金庫理事長を務めた。
1992年4月に勲二等瑞宝章を受章。
2003年3月9日肺炎のために死去。82歳没。